# Iwan Dowhod´ko
Iwan Dowhod´ko, ukr. Іван Довгодько (ur. 15 stycznia 1989 w Kijowie) – ukraiński wioślarz.

## Osiągnięcia
- Mistrzostwa świata juniorów – Brandenburg 2005 – czwórka podwójna – 3. miejsce.
- Mistrzostwa świata juniorów – Amsterdam 2006 – czwórka podwójna – 4. miejsce.
- Mistrzostwa świata juniorów – Pekin 2007 – dwójka podwójna – 3. miejsce.
- Mistrzostwa świata U-23 – Račice 2009 – czwórka podwójna – 2. miejsce.
- Mistrzostwa Europy – Montemor-o-Velho 2010 – czwórka podwójna – 3. miejsce.
- Mistrzostwa Europy – Varese 2012 – czwórka podwójna – 2. miejsce.
- Mistrzostwa Europy – Belgrad 2014 – czwórka podwójna – 1. miejsce.
- Mistrzostwa świata – Amsterdam 2014 – czwórka podwójna – 1. miejsce.